# Volksabstimmungen in der Schweiz 2004
Dieser Artikel bietet eine Übersicht der Volksabstimmungen in der Schweiz im Jahr 2004.
In der Schweiz fanden 2004 auf Bundesebene 13 Volksabstimmungen statt, im Rahmen von vier Urnengängen am 8. Februar, 16. Mai, 26. September und 28. November. Dabei handelte es sich um fünf fakultative Referenden, zwei Volksinitiativen, einen Gegenentwurf zu einer zurückgezogenen Volksinitiative und fünf obligatorische Referenden.

## Abstimmungen am 8. Februar 2004

### Ergebnisse
| Nr. | Vorlage | Art | Stimm- berechtigte | Abgegebene Stimmen | Beteiligung | Gültige Stimmen | Ja        | Nein      | Ja-Anteil | Nein-Anteil | Stände | Ergebnis |
| --- | --- | --- | ------------------ | ------------------ | ----------- | --------------- | --------- | --------- | --------- | ----------- | ------ | -------- |
| 504 | Gegenentwurf der Bundesversammlung vom 3. Oktober 2003 zur Volksinitiative «Avanti – für sichere und leistungsfähige Autobahnen»                 | GE  | 4'789'871          | 2'183'037          | 45,58 %     | 2'152'132       | 0'800'632 | 1'351'500 | 37,20 %   | 62,80 %     | 0:23   | nein     |
| 505 | Änderung vom 13. Dezember 2002 des Obligationenrechts (Miete)                                                                                    | FR  | 4'789'871          | 2'175'425          | 45,42 %     | 2'103'019       | 0'755'561 | 1'347'458 | 35,93 %   | 64,07 %     | –      | nein     |
| 506 | Eidgenössische Volksinitiative vom 3. Mai 2000 «Lebenslange Verwahrung für nicht therapierbare, extrem gefährliche Sexual- und Gewaltstraftäter» | VI  | 4'789'871          | 2'180'863          | 45,53 %     | 2'133'436       | 1'198'867 | 0'934'569 | 56,19 %   | 43,81 %     | 21½:1½ | ja       |

### Gegenentwurf zur Avanti-Initiative
Im Jahr 2000 reichten die Automobilverbände TCS und ACS die Volksinitiative «Avanti – für sichere und leistungsfähige Autobahnen» ein. Sie wollte die wichtigsten Autobahnen erweitern und insbesondere den Gotthard-Strassentunnel um eine zweite Röhre ergänzen. Dem Bundesrat gingen diese Forderungen zu weit, weshalb er 2001 einen Gegenentwurf in die Vernehmlassung schickte. Gegen den Widerstand der Linken änderte das Parlament den Gegenentwurf so ab, dass er sogar über die Forderungen der Initiative hinausging, worauf die Initianten ihr Begehren zurückzogen. Der Bund sollte dazu verpflichtet werden, leistungsfähige Verkehrsinfrastrukturen bereitzustellen und Kapazitätsengpässe zu beseitigen. Spätestens nach zehn Jahren sollten der Sechsspurausbau der Autobahnen Genf–Lausanne und Bern–Zürich sowie der Bau einer zweiten Gotthardröhre begonnen werden. Weitere Abschnitte der A2 und Umfahrungsstrassen sollten vom 1994 angenommenen Alpenschutzartikel ausgenommen werden. Ausserdem sollte der Agglomerationsverkehr gefördert werden. Zu den Befürwortern gehörten FDP, SVP, LPS, Lega dei Ticinesi und die Arbeitgeberverbände. Ihnen zufolge würde die Vorlage eine sinnvolle Partnerschaft von Strasse und Schiene ermöglichen und die Finanzierung der wichtigsten Projekte sichern. Die Gegner – allen voran die linken Parteien, die CVP und die Umweltverbände – warnten davor, den in der Verfassung verankerten Alpenschutz auszuhöhlen. Auf diese Weise würden die im Verlagerungsgesetz festgelegten Ziele gefährdet. Ebenso seien die Kosten viel zu hoch. Überraschend deutlich verwarfen über drei Fünftel der Abstimmenden und alle Kantone die Vorlage.

### Änderung des Mietrechts
Mit der im Jahr 1997 eingereichten Volksinitiative «Ja zu fairen Mieten» sollten unter anderem das Prinzip der Kostenmiete durchgesetzt und der Kündigungsschutz gestärkt werden. Obwohl Bundesrat und Parlament das Begehren zurückwiesen, sahen sie dennoch dringenden Handlungsbedarf im Mietrecht. Ein indirekter Gegenvorschlag sollte Neuerungen durchsetzen und die Chancen der Initiative schmälern. Erst nach dreijährigen Verhandlungen konnte ein Kompromiss erzielt werden. So sollte ein Mietzins nicht mehr missbräuchlich sein, wenn er zu einem übersetzten Ertrag führt, sondern wenn die Miete eine statistische Vergleichsgrösse um mehr als 15 Prozent überschreitet. Mieterhöhungen zur Anpassung an gestiegene Hypothekarzinsen oder an das «ortsübliche Niveau» sollten nicht mehr erlaubt sein, sondern lediglich zur Überwälzung der Teuerung. Gegen die Gesetzesänderung brachte der Mieterverband erfolgreich ein Referendum zustande. Unterstützung erhielt er von den linken Parteien, der EDU, den Schweizer Demokraten und den Gewerkschaften. Die Gegner befürchteten, der Systemwechsel bei der Berechnung zulässiger Mietzinsveränderungen und die Einführung von Vergleichsmieten würden zu massiven und konstanten Preiserhöhungen führen. Bürgerliche Parteien (mit einzelnen abweichenden Kantonalparteien in der Romandie) und Wirtschaftsverbände stellten sich auf den Standpunkt, das neue Mietrecht sei transparenter und verständlicher. Es verhindere missbräuchliche Mietzinse effektiv und garantiere einen ruhigeren Verlauf der Mietzinsentwicklung als bei der bisherigen Koppelung an den Hypothekarzins. Fast zwei Drittel der Abstimmenden lehnten die Vorlage ab, in keinem Kanton gab es eine zustimmende Mehrheit.

### Verwahrungsinitiative
Nach dem Mord am Zollikerberg und einer weiteren Sexualstraftat im Jahr 1993 entbrannte eine Diskussion um die als zu lasch empfundene Praxis beim Strafvollzug. Die von den Eltern und Verwandten der Opfer gegründete Selbsthilfegruppe «Licht der Hoffnung» reichte 2000 eine Volksinitiative ein. So sollten Sexual- oder Gewaltstraftäter, die als extrem gefährlich und nicht therapierbar eingestuft wurden, bis ans Lebensende verwahrt werden. Ebenso sollten frühzeitige Entlassungen und Hafturlaube ausgeschlossen sein. Nur wenn durch neue wissenschaftliche Erkenntnisse erwiesen würde, dass der Täter geheilt werden kann, sollte die Erstellung eines neuen Gutachtens möglich sein. Dieses müsste von mindestens zwei voneinander unabhängigen Fachleuten erstellt werden. Bundesrat und Parlament waren der Ansicht, dass die meisten Forderungen bereits mit der laufenden Revision des Strafgesetzbuches erfüllt seien, weshalb sie das Begehren ablehnten. Trotz der Emotionalität der Vorlage verlief die Abstimmungskampagne weitgehend sachlich. Die meisten Parteien nahmen eine ablehnende Haltung ein und verwiesen auf die Bedenken von Strafrechtlern, die einen Teil der Initiative für nicht EMRK-konform hielten, da eine periodische Strafbeurteilung praktisch ausgeschlossen sei. Einzig die SVP und kleine Rechtsaussenparteien unterstützten die Vorlage, jedoch verzichteten die Initianten weitgehend auf eine Zusammenarbeit mit den Parteien. Ihnen zufolge mache es keinen Sinn, einen als nicht therapierbar deklarierten Täter regelmässig wieder auf seine Gefährlichkeit zu überprüfen. Zur allgemeinen Überraschung nahm eine relativ deutliche Mehrheit der Abstimmenden die Vorlage an, Nein-Mehrheiten resultierten nur in den Kantonen Basel-Stadt und Waadt.

## Abstimmungen am 16. Mai 2004

### Ergebnisse
| Nr. | Vorlage | Art | Stimm- berechtigte | Abgegebene Stimmen | Beteiligung | Gültige Stimmen | Ja      | Nein      | Ja-Anteil | Nein-Anteil | Stände | Ergebnis |
| --- | --- | --- | ------------------ | ------------------ | ----------- | --------------- | ------- | --------- | --------- | ----------- | ------ | -------- |
| 507 | Änderung vom 3. Oktober 2003 des Bundesgesetzes über die Alters- und Hinterlassenenversicherung (11. AHV-Revision)                                             | FR  | 4'798'073          | 2'438'405          | 50,82 %     | 2'407'345       | 772'773 | 1'634'572 | 32,10 %   | 67,90 %     | –      | nein     |
| 508 | Bundesbeschluss vom 3. Oktober 2003 über die Finanzierung der AHV/IV durch Anhebung der Mehrwertsteuersätze                                                    | OR  | 4'798'073          | 2'439'301          | 50,83 %     | 2'407'897       | 756'550 | 1'651'347 | 31,42 %   | 68,58 %     | 0:23   | nein     |
| 509 | Bundesgesetz vom 20. Juni 2003 über die Änderung von Erlassen im Bereich der Ehe- und Familienbesteuerung, der Wohneigentumsbesteuerung und der Stempelabgaben | FR  | 4'798'073          | 2'439'677          | 50,84 %     | 2'407'385       | 821'475 | 1'585'910 | 34,12 %   | 65,88 %     | –      | nein     |

### 11. AHV-Revision
Die 10. Revision der Alters- und Hinterlassenenversicherung (AHV) von 1995 hatte die Umstellung von der Ehepaarrente auf ein zivilstandsneutrales Rentensystem gebracht. Unmittelbar darauf begannen die Vorarbeiten für eine weitere Reform, da die höhere Lebenserwartung und die grösser werdende Zahl von Rentnern im Verhältnis zu den Erwerbstätigen die AHV zunehmend vor finanzielle Probleme stellten. Ein im Februar 2000 vom Bundesrat präsentiertes Programm sah deshalb neben Mehreinnahmen auch Sparmassnahmen vor. Das Rentenalter der Frauen sollte von 64 auf 65 Jahre erhöht werden. Im Sinne einer Flexibilisierung sollten Frauen und Männer ab 59 Jahren halbe Renten oder ab 62 Jahren ganze Renten beziehen können, jedoch dauerhaft gekürzt. Witwen- und Witwerrenten sollten schrittweise von 80 auf 60 Prozent gesenkt werden. AHV-Renten sollten nur noch alle drei statt zwei Jahre der Lohn- und Preisentwicklung angepasst werden. Zudem sollte der Freibetrag wegfallen, auf dem Erwerbstätige im Rentenalter keine Beiträge entrichten. Gegen den entsprechenden Beschluss des Parlaments ergriff der Schweizerische Gewerkschaftsbund das Referendum. Zu den Gegnern gehörten weitere Gewerkschaften, die Linken und kleine Rechtsaussenparteien. Sie bezeichneten die 11. AHV-Revision als reine «Sozialabbauvorlage», die das wichtigste und erfolgreichste Sozialwerk der Schweiz aushöhle. Die bürgerlichen Befürworter stellten die Revision hingegen als dringend notwendigen Beitrag zur längerfristigen Sicherung dar. Zwar rechnete man allgemein mit einer Ablehnung, diese fiel aber wesentlich deutlicher aus als erwartet. Mehr als zwei Drittel der Abstimmenden verwarfen die Vorlage; in keinem einzigen Kanton resultierte eine Ja-Mehrheit.

### Erhöhung der Mehrwertsteuer
Um die Finanzierung der AHV und der Invalidenversicherung (IV) längerfristig zu sichern, schlug der Bundesrat im Februar 2000 im Rahmen der 11. AHV-Revision eine zweistufige Anhebung der Mehrwertsteuersätze vor. Im Parlament war umstritten, ob dem Bund weiterhin ein Anteil am zu erhebenden Mehrwertsteuerzuschlag zustehen und wie hoch dieser Zuschlag sein soll; auch der Prozentsatz der Erhöhung war umstritten und ob diese für beide Sozialwerke oder vorderhand nur für die stark defizitäre IV beschlossen werden soll. Schliesslich einigten sich beide Parlamentskammern darauf, eine Verfassungsgrundlage zu schaffen, die den Bund zur Erhöhung der Mehrwertsteuer für beide Versicherungen ermächtigen sollte. Zugunsten der IV sollte sie unmittelbar bei Inkrafttreten um 0,8 Prozentpunkte erhöht werden, um weitere 1,5 Prozentpunkte zugunsten der AHV erst bei dringendem Bedarf. Linke, Gewerkschaften und CVP befürworteten die Vorlage, denn die Anhebung der Mehrwertsteuer sei eine notwendige und faire Massnahme zur mittelfristigen Sicherung der Sozialwerke. Rechtsbürgerliche und Rechtsaussenparteien sowie die Wirtschaftsverbände lehnten «Steuern auf Vorrat» grundsätzlich ab. Obwohl die FDP-Fraktion der Vorlage im Parlament zugestimmt hatte, sprach sie sich nun auf Druck der Wirtschaft ebenfalls dagegen aus. Über zwei Drittel der Abstimmenden lehnten die Vorlage ab, in keinem einzigen Kanton erzielte sie über 40 Prozent Zustimmung.

### Steuerpaket 2001
Im Februar 2001 unterbreitete der Bundesrat dem Parlament drei Massnahmen zur steuerlichen Entlastung: eine Reform der Ehepaar- und Familienbesteuerung (teilweises Splitting bei gleichzeitiger Reduktion der Steuerprogression), eine Reform der Wohneigentumsbesteuerung (Abschaffung des Eigenmietwerts bei teilweiser Abschaffung der Abzüge für Schuldzinsen und Unterhaltskosten) und die Überführung dringlich eingeführter Anpassungen im Bereich der Umsatzabgaben auf dem Wertschriftenhandel ins ordentliche Recht. Dies würde jährlich zu Mindereinnahmen von 1,3 Milliarden Franken führen. Dem bürgerlich dominierten Parlament fiel diese Entlastung zu gering aus, weshalb es die zu erwartenden Mindereinnahmen auf 2 Milliarden erhöhte; davon sollten 1,5 Milliarden auf den Bund und 500 Millionen auf die Kantone entfallen. Ein links-grünes Komitee ergriff gegen das «Steuerpaket 2001» das Referendum, gleichzeitig kam zum ersten Mal überhaupt ein Kantonsreferendum zustande. Insbesondere wegen der massiven finanziellen Einbussen bei der Wohneigentumsbesteuerung empfahlen 20 Kantonsregierungen die Ablehnung der Vorlage. Sie befürchteten, dass Kantone und Gemeinden die Steuern erhöhen müssten, um die massiven Ausfälle auszugleichen. Linke und gewerkschaftliche Gegner wiederum kritisierten, die Vorlage sei ein Steuergeschenk für die Reichen und dass dadurch auf Kosten der Allgemeinheit gespart werde. Bürgerliche Parteien (die CVP jedoch mit neun abweichenden Kantonalparteien) und Wirtschaftsverbände warben in erster Linie mit der längst fälligen Neuordnung der Familienbesteuerung. Fast zwei Drittel der Abstimmenden lehnten die Vorlage ab, in allen Kantonen resultierten Nein-Mehrheiten.

## Abstimmungen am 26. September 2004

### Ergebnisse
| Nr. | Vorlage | Art | Stimm- berechtigte | Abgegebene Stimmen | Beteiligung | Gültige Stimmen | Ja        | Nein      | Ja-Anteil | Nein-Anteil | Stände | Ergebnis |
| --- | --- | --- | ------------------ | ------------------ | ----------- | --------------- | --------- | --------- | --------- | ----------- | ------ | -------- |
| 510 | Bundesbeschluss vom 3. Oktober 2003 über die ordentliche Einbürgerung sowie über die erleichterte Einbürgerung junger Ausländerinnen und Ausländer der zweiten Generation | OR  | 4'814'898          | 2'591'426          | 53,82 %     | 2'558'982       | 1'106'529 | 1'452'453 | 43,24 %   | 56,76 %     | 5½:17½ | nein     |
| 511 | Bundesbeschluss vom 3. Oktober 2003 über den Bürgerrechtserwerb von Ausländerinnen und Ausländern der dritten Generation                                                  | OR  | 4'814'898          | 2'591'968          | 53,83 %     | 2'561'499       | 1'238'912 | 1'322'587 | 48,37 %   | 51,63 %     | 6½:16½ | nein     |
| 512 | Eidgenössische Volksinitiative vom 26. April 2002 «Postdienste für alle»                                                                                                  | VI  | 4'814'898          | 2'577'679          | 53,53 %     | 2'506'885       | 1'247'771 | 1'259'114 | 49,77 %   | 50,23 %     | 9½:13½ | nein     |
| 513 | Änderung vom 3. Oktober 2003 des Bundesgesetzes über die Erwerbsersatzordnung für Dienstleistende in Armee, Zivildienst und Zivilschutz (Erwerbsersatzgesetz)             | FR  | 4'814'898          | 2'590'724          | 53,80 %     | 2'555'739       | 1'417'159 | 1'138'580 | 55,45 %   | 44,55 %     | –      | ja       |

### Erleichterte Einbürgerung
Die erleichterte Einbürgerung junger Ausländer war bereits 1983 und 1994 in Volksabstimmungen gescheitert. Seither kam es in mehreren Kantonen zu Anpassungen der Gesetze im Sinne der damaligen Vorlagen, sodass in der Zwischenzeit mehr als die Hälfte aller Kantone von sich aus Einbürgerungserleichterungen vornahmen. Im November 2001 befand der Bundesrat, dass eine schweizweit einheitliche Lösung erforderlich sei. Um das Risiko einer weiteren Niederlage zu minimieren, teilte er seine Vorschläge aus strategischen Gründen in zwei Verfassungsänderungen auf, die dem obligatorischen Referendum unterstanden. Gegen den Widerstand der äussersten Rechten und neu auch der SVP genehmigte das Parlament die beiden Vorlagen im Oktober 2003. Die erste strebte eine Vereinheitlichung und Lockerung der Vorschriften über die erleichterte Einbürgerung an. Konkret sollte der Bund die Kompetenz erhalten, Grundsätze für die Einbürgerung von Ausländern festzulegen, die in der Schweiz aufgewachsen sind und hier mindestens fünf Jahre der obligatorischen Schulzeit absolviert haben. Das gleichzeitig revidierte Gesetz (das nicht zur Abstimmung stand) sah vor, dass die Gebühren höchstens kostendeckend sein dürfen und die Einbürgerungswilligen zudem zwischen 14 und 24 Jahre alt sowie mindestens zwei Jahre in der einbürgernden Gemeinde ansässig sein müssen. Die Gegner dominierten den Abstimmungskampf mit einer sehr emotional und heftig geführten Kampagne. Sie weckten mit ihren Plakaten und Inseraten den Eindruck, dass kriminelle Ausländer problemlos zu einem Schweizer Pass kommen würden. Ausserdem argumentierten sie, es gehe dem Bundesrat und den anderen Parteien nur darum, mittels «Masseneinbürgerungen» die Ausländerstatistik zu manipulieren und damit ihren Kampf für eine restriktive Ausländerpolitik zu behindern. Zwar sprachen sich die meisten Parteien und auch die Wirtschaftsverbände für die Vorlage aus, machten sich aber kaum bemerkbar und überliessen das Feld weitgehend den Gegnern. Eine relativ deutliche Mehrheit der Abstimmenden lehnte die Vorlage ab; Zustimmung fand sie nur in der Romandie und in Basel-Stadt.

### Bürgerrechtserwerb für die dritte Generation
Die zweite Einbürgerungsvorlage sollte dem Bund die Kompetenz zuweisen, für Kinder der dritten Ausländergeneration den Erwerb des Bürgerrechts bereits bei Geburt zu regeln. Gemäss dem in einem zweiten Schritt vorgesehenen Gesetz sollten Kinder der dritten Generation das Schweizer Bürgerrecht bei Geburt erhalten, wenn mindestens ein Elternteil der zweiten Generation angehört und zum Zeitpunkt der Geburt des Kindes mindestens fünf Jahre im Besitz einer Aufenthalts- oder Niederlassungsbewilligung ist. Auch diese Vorlage war von einer starken Emotionalisierung durch die Gegner geprägt. Darüber hinaus betonten sie, dass die geltende Regelung genüge und automatische Einbürgerungen entschieden zu weit gingen. Die Ablehnung der Abstimmenden fiel um rund fünf Prozentpunkte knapper aus als bei der ersten Vorlage, zu den zustimmenden Kantonen gesellte sich Bern hinzu.

### Postdienste für alle
Als Reaktion auf verschiedene Pläne des Bundesrates zur weiteren Liberalisierung der Schweizerischen Post reichte die Gewerkschaft Kommunikation im April 2002 eine Volksinitiative ein. Sie verlangte, dass der Bund eine Grundversorgung mit Postdiensten garantieren solle, die den Bedürfnissen und Erwartungen der Bevölkerung und der Wirtschaft entspricht. Insbesondere sollte dadurch weiterhin ein flächendeckendes Poststellennetz ermöglicht werden. Bei Entscheiden betreffend das Poststellennetz sollten die betroffenen Gemeinden miteinbezogen werden. Ausserdem sollte der Bund die Kosten für die Grundversorgung tragen, die weder durch Einnahmen noch durch Konzessionsgebühren gedeckt sind. Bundesrat und Parlament empfahlen die Ablehnung der Vorlage und verwiesen auf die laufende Revision des Postgesetzes. Zu den Befürwortern gehörten neben den Linken auch kleine Rechtsaussenparteien. Sie betonten, die Post sei ein Grundpfeiler des Service public und dürfe weniger mobilen Bevölkerungsgruppen den Zugang zu Dienstleistungen nicht weiter einschränken. Die Post dürfe nicht dem freien Markt ausgesetzt werden; denn nur das Monopol garantiere weiterhin eine flächendeckende Versorgung. Die bürgerlichen Gegner betonten, dass den meisten Anliegen der Volksinitiative im neuen Postgesetz bereits ausreichend Rechnung getragen werde. Hingegen sei die Subventionierung der Grundversorgung angesichts der schlechten Lage der Bundesfinanzen abzulehnen. Eine äusserst knappe Mehrheit der Abstimmenden lehnte die Initiative ab, wobei die Zustimmung in der lateinischen Schweiz viel deutlicher ausfiel als in der Deutschschweiz.

### Mutterschaftsversicherung
Seit 1945 bestand der Verfassungsauftrag zur Einführung einer Mutterschaftsversicherung, doch entsprechende Gesetzesvorschläge scheiterten dreimal in Volksabstimmungen (zuletzt 1999). Eine im Jahr 2001 von Jacqueline Fehr (SP), Thérèse Meyer-Kaelin (CVP), Ursula Haller (SVP) und Pierre Triponez (FDP) eingebrachtes Kompromissmodell sah vor, den Mutterschaftsurlaub über die bestehende und von Lohnprozenten alimentierte Erwerbsersatzordnung (EO) zu finanzieren. Anders als bei früheren Vorschlägen sollten diesmal nicht alle Frauen anspruchsberechtigt sein, sondern nur die erwerbstätigen. Diese sollten während 14 Wochen nach der Geburt des Kindes einen Anspruch auf 80 Prozent des bisherigen Lohnes haben. Finanziert werden sollten die Mehrausgaben zunächst durch die Reserven der EO, nach drei Jahren durch um 0,1 Prozentpunkte erhöhte Arbeitnehmer- und Arbeitgeberbeiträge. Obwohl dieser Vorschlag im Parlament auf breite Zustimmung stiess, ergriffen die SVP und Vertreter des rechten Flügels der FDP erfolgreich das Referendum. Unterstützung erhielten sie von kleinen Rechtsaussenparteien. Sie argumentierten, die Vorlage bringe neue Zwangsabgaben und unnötige finanzielle Belastungen der Wirtschaft. Ausserdem seien die Geburtskosten bereits durch die Krankenversicherung abgedeckt. Eine breite Allianz der Befürworter hielt dem entgegen, beim vorgeschlagenen Finanzierungsmodell handle es sich erstens nicht um eine neue Sozialversicherung und zweitens würden die Kosten gerecht auf alle Branchen verteilt. Darüber hinaus könne der Widerspruch zwischen Arbeitsrecht (achtwöchiges Arbeitsverbot) und Obligationenrecht (nur dreiwöchige Lohnfortzahlung) endlich beseitigt werden. Eine relativ knappe Mehrheit der Abstimmenden nahm die Vorlage an, wobei vor allem die hohe Zustimmung in der Romandie den Ausschlag gab.

## Abstimmungen am 28. November 2004

### Ergebnisse
| Nr. | Vorlage | Art | Stimm- berechtigte | Abgegebene Stimmen | Beteiligung | Gültige Stimmen | Ja        | Nein    | Ja-Anteil | Nein-Anteil | Stände | Ergebnis |
| --- | --- | --- | ------------------ | ------------------ | ----------- | --------------- | --------- | ------- | --------- | ----------- | ------ | -------- |
| 514 | Bundesbeschluss vom 3. Oktober 2003 zur Neugestaltung des Finanzausgleichs und der Aufgabenteilung zwischen Bund und Kantonen | OR  | 4'821'329          | 1'776'714          | 36,85 %     | 1'715'896       | 1'104'565 | 611'331 | 64,37 %   | 35,63 %     | 20½:2½ | ja       |
| 515 | Bundesbeschluss vom 19. März 2004 über eine neue Finanzordnung                                                                | OR  | 4'821'329          | 1'775'770          | 36,83 %     | 1'705'557       | 1'258'895 | 446'662 | 73,81 %   | 26,19 %     | 22:1   | ja       |
| 516 | Bundesgesetz vom 19. Dezember 2003 über die Forschung an embryonalen Stammzellen (Stammzellenforschungsgesetz)                | FR  | 4'821'329          | 1'785'215          | 37,02 %     | 1'742'236       | 1'156'706 | 585'530 | 66,39 %   | 33,61 %     | –      | ja       |

### Neugestaltung des Finanzausgleichs
Im November 2001 schlug der Bundesrat eine Neugestaltung des Finanzausgleichs vor. Sie war Teil einer umfassenden Föderalismusreform, mit der die Mängel der föderalen Beziehungen behoben werden sollten. Auslöser der Reform waren zwei Untersuchungen, die zeigten, dass der bisherige Finanzausgleich trotz beachtlichem Mitteleinsatz nicht zu einer Verkleinerung der finanziellen Kluft zwischen ressourcenstarken und ressourcenschwachen Kantonen geführt hatte. Durch die Änderung von 27 Verfassungsartikeln sollten in erster Linie die Aufgaben von Bund und Kantonen entflochten werden. Ebenso sollte der Bund auf Antrag von Kantonen interkantonale Verträge allgemein verbindlich erklären oder Kantone zur Beteiligung an solchen Verträgen verpflichten können. Mit einem indexbasierten Ressourcenausgleich sollten finanzschwache Kantone unterstützt werden, während ein Lastenausgleich dafür sorgen sollte, dass Kantone mit Berggebieten und Kernstädten nicht zu viele Sonderlasten tragen müssen. Gegen die Vorlage setzten sich die linken Parteien ein, da sie bei einem Wegfall von Bundessubventionen einen möglichen Leistungsabbau bei der Gleichstellung von Behinderten befürchteten. Andererseits regte sich in Teilen der SVP Widerstand gegen die Mehrbelastung finanzstarker Kantone. Letztlich nahmen fast zwei Drittel der Abstimmenden die Vorlage an, wobei in den drei besonders steuergünstigen Kantonen Nidwalden, Schwyz und Zug eine Nein-Mehrheit resultierte (in Zug betrug sie über 80 Prozent).

### Neue Finanzordnung
Die 1993 in einer Volksabstimmung angenommene Finanzordnung war bis Ende 2006 befristet. Damit verbunden war auch die Kompetenz des Bundes zur Erhebung der direkten Bundessteuer und der Mehrwertsteuer, die rund 60 Prozent der Einnahmen ausmachten. Im Dezember 2002 schlug der Bundesrat dem Parlament deshalb eine neue Finanzordnung vor, mit denen diese Kompetenz bis Ende 2020 verlängert werden sollte (bei unveränderten Steuersätzen). Das Parlament stimmte einstimmig zu, setzte aber einige Änderungen durch. In der Verfassung sollte festgeschrieben werden, 5 Prozent des nicht zweckgebundenen Ertrags der Mehrwertsteuer für die Prämienverbilligung in der Krankenversicherung zugunsten unterer Einkommensschichten einzusetzen. Ebenso sollte bei der direkten Bundessteuer die Kapitalsteuer für juristische Personen aufgehoben und der Höchstsatz der Gewinnsteuer bei 8,5 Prozent festgelegt werden. Die Vorlage war weitgehend unbestritten, Widerstand gab es nur von der PdA und von drei Kantonalparteien der SVP. Fast drei Viertel der Abstimmenden nahmen die Vorlage an, einzig im Kanton Zug resultierte ein knappes Nein.

### Stammzellenforschungsgesetz
Im Frühjahr 2002 befand der Bundesrat, es sei an der Zeit, die relativ neuartige Stammzellenforschung gesetzlich zu regeln. Aus diesem Grund gab er einen Vorentwurf für ein Bundesgesetz über die Forschung an menschlichen Embryonen und embryonalen Stammzellen in die Vernehmlassung. Das Parlament beschloss, den Geltungsbereich des Gesetzes auf die Gewinnung von Stammzellen und deren Erforschung zu beschränken. Gleichzeitig verbot es die Entwicklung von Organismen, die sich aus einer unbefruchteten Zellteilung entwickeln, zur Gewinnung von Stammzellen. Bei der Frage der eingefrorenen Embryonen beschloss es, die Frist für deren Vernichtung zu verlängern; dazu sollte allerdings die schriftliche Einwilligung des betroffenen Paares erforderlich sein. Gegen diesen Beschluss ergriff der «Basler Appell gegen Gentechnologie» das Referendum. Unterstützung erhielt er von Organisationen der Lebensrechtsbewegung, von Rechtsaussenparteien, den Grünen und der EVP. Sie waren der Ansicht, das Gesetz widerspreche fundamentalen ethischen Werten und verletze die in der Verfassung garantierten Grundrechte des Lebensschutzes und der Menschenwürde. Ausserdem würde das erst zwei Jahre alte Fortpflanzungsmedizingesetz, das die Embryonenforschung verbietet, bereits wieder hinfällig. Die Befürworter argumentierten, die Schweiz gerate bei einem Verbot dieser zukunftsträchtigen Forschung international in Rückstand. Die Forschung beschränke sich sowieso auf die bei einer assistierten Fortpflanzung als überzählig anfallenden Embryonen, die sowieso keine Überlebenschance hätten. Fast zwei Drittel der Abstimmenden nahmen die Vorlage an.